# Сан Марко дей Кавоти
Сан Ма̀рко дей Каво̀ти (на италиански: San Marco dei Cavoti) е малко градче и община в Южна Италия, провинция Беневенто, регион Кампания. Разположено е на 695 m надморска височина. Населението на общината е 3576 души (към 2010 г.).